# Das Schweigen im Walde (1976)
Das Schweigen im Walde ist ein deutscher Heimatfilm von 1976 unter der Regie von Alfred Vohrer. Er beruht auf dem gleichnamigen Roman von Ludwig Ganghofer aus dem Jahr 1899.

## Handlung
Die vierte und derzeit letzte Kinoverfilmung des populären Ganghofer-Stoffes: Graf Ettingen verbringt, fern von seinen ländlichen Besitzungen, ein ausschweifendes Leben in München an der Seite seiner ebenso attraktiven wie anspruchsvollen und exaltierten Freundin Baronin Prankha. Um seinen teuren Lebensstil zu finanzieren, muss sein Verwalter Raubbau an dem gräflichen Forst begehen. Um Abstand von dem Münchner Nachtleben und seiner anstrengenden und geldgierigen Geliebten, die ihn obendrein auch noch mit einem anderen Mann betrügt, zu gewinnen, reist er inkognito zurück in die heimatlichen Wälder und zieht sich in das Jagdhaus hoch in den Bergen zurück.
Dort lernt er die hübsche Sennerin Lore kennen, die ihm eine neue Sicht auf das Leben im Allgemeinen und seine Taten hier im gräflichen Forst – das hemmungslose Abholzen des Baumbestandes – im Besonderen offenbart: Ettingens Waldrodungen drohen ganze Berghänge abrutschen zu lassen. Bald kommen sich der Graf und das Bergmädchen auch menschlich näher. Doch die skrupellose Baronin denkt nicht im Traum daran, ihren "dicken Fisch" Ettingen vom Haken zu lassen...

## Produktionsnotizen
Der Film entstand an 35 Tagen zwischen dem 29. Juni und dem 6. August 1976 im Berchtesgadener Land und in München und wurde am 13. Oktober 1976 uraufgeführt.
Das Schweigen im Walde war Alfred Vohrers letzter Kinofilm, danach inszenierte er nur noch für das Fernsehen.
Ferdy und Belinda Mayne sind Vater und Tochter und standen nach Die Ameisen kommen hier bereits das zweite Mal für eine deutsche Produktion gemeinsam vor einer Filmkamera.
Die Ausstattung besorgte Utz Elsässer, die Kostüme entwarf Ina Stein. Für die Pyrotechnik zeichnete Karl Baumgartner verantwortlich.
Der Film erlebte seine erste Fernsehausstrahlung am 4. Oktober 1980 im ZDF.

## Kritiken
Das Lexikon des Internationalen Films schrieb: „Ganghofer-Remake, das sich auf schöne Landschaftsaufnahmen im Scopeformat verläßt.“
Der Onlineauftritt von Cinema verriss den Film: „Edgar-Wallace-Regisseur Alfred Vohrer verhunzt den Ganghofer-Roman mit hübschen Bildern und gruseligem Personal. Fazit: Lächerliches Pathos, kuriose 70er-Frisuren“.